# Mswakini
Mswakini ist ein Verwaltungsbezirk (Ward) des Distrikts Monduli in der tansanischen Region Arusha.

## Geografie
Mswakini liegt im Norden von Tansania, etwa 75 Kilometer südwestlich der Regionshauptstadt Arusha. Der größte Fluss ist der Mkujuni (auch Makuyuni genannt), der weiter im Westen in den Manyara-See mündet. 
Bei der Volkszählung 2022 lebten hier 7803 Menschen in 1636 Haushalten.

## Gliederung
Der Bezirk besteht aus drei Gemeinden (Mtaa) mit acht Orten (Kitongoji):
| Naitolia - Ormangwai - Engusero | Mswakini Chini - Lamosamo - Engasiti - Shuleni | Mswakini Juu - Landilen - Orbukoi - Msimamo |

## Wirtschaft und Infrastruktur
- Gesundheit: Im Bezirk gibt es drei öffentliche Apotheken, je eine in den Gemeinden Naitolia,[6] Mswakini Chini[7] und Mswakini Juu.[8]
- Straße: Durch den Bezirk verläuft die asphaltierte Nationalstraße T5, die Arusha im Osten mit Manyara im Westen verbindet. Die Grenze im Norden bildet die ebenfalls asphaltierte Nationalstraße T17.[9]